# 친일인명사전
친일인명사전(親日人名辭典)은 진보 성향의 민간인단체인 민족문제연구소가 일제강점기에 부일 협력 등 친일반민족행위에 참여한 한국인 친일파의 목록을 정리하여 2009년 11월 8일에 발간한 인명 사전이다. 민족문제연구소는 친일인명사전편찬위원회의 기준에 따라 선정된 인물들에 대해 “구체적인 반민족행위와 해방 이후 주요 행적 등”을 수록하였다고 발표했다.

## 이력
- 1991년 2월 27일, 친일문제연구총서 편찬을 주요 과업으로 삼은 반민족문제연구소 설립.
- 2001년 12월 2일, 개인 1850명과 185개 단체가 발기인으로 참여한 통일시대민족문화재단이 출범했고, 당일 여러 분야의 120여 명의 학자들로 구성된 친일인명사전편찬위원회가 재단 산하 특별 위원회로 발족.
- 2004년 1월, 16대 국회의 친일인명사전 편찬 예산 5억원 전액을 삭감(위원장 박종근).
- 2004년 1월 8일, 친일인명사전 편찬 국민(누리꾼) 모금 시작(오마이뉴스와 공동).
- 2004년 1월 15일, 행정자치부(현, 행정안전부)는 민족문제연구소와 오마이뉴스에 공문을 보내, 이 모금 운동이 '기부금품모집규제법'에 저촉된다며 모금 운동 중단을 요구했으나 4시간 만에 철회함.
- 2005년, 일부 시민단체 등이 친일인명사전 편찬을 이적 행위로 적시하고 비판적인 기자회견, 시위 등을 벌이자 민족문제연구소는 명예를 훼손당했다며 손해배상 소송을 제기했다. 서울중앙지방법원(서울중앙지법)은 친일인명사전의 편찬을 이적 행위로 볼 수 없다는 판결을 내렸다.[1]
- 2005년 8월 29일, 민족문제연구소와 친일사전편찬위원회는 1910년에 한일 병합 조약이 발효된 8월 29일을 맞아 1차로 〈친일인명사전〉에 실릴 인물 3,090명을 발표했다.
- 2008년 4월 29일, 민족문제연구소와 친일사전편찬위원회는 친일 인사들을 매국, 중추원, 관료, 경찰, 군, 사법, 종교, 문화 예술, 언론 출판 등 16개 분야에 걸쳐 선정했다. 분야별로 매국 인사 24명, 수작(受爵) 및 습작(襲爵) 138명, 중추원 335명, 일본 제국 의회 11명, 관료 1207명, 경찰 880명, 군 387명, 사법 228명, 친일 단체 484명, 종교 202명, 문화 예술 174명, 교육 학술 62명, 언론 출판 44명, 경제 55명, 지역 유력자 69명, 해외 910명 등 5207명(중복자 포함)이며 중복 인사를 제외하면 〈친일인명사전〉수록 인물은 4776명이다.
- 2009년 2월 22일,  한국 화가 장우성 전 서울대학교 교수와 일제강점기 검사를 지낸 엄상섭 전 의원의 후손들이 각각 민족문제연구소를 상대로 낸 ‘친일인명사전 발행 및 게시 금지 가처분 신청’을 모두 기각했다.[2]
- 2009년 10월 10일, 장지연 등재 금지 가처분 신청
- 2009년 10월 26일, 박정희 등재 금지 가처분 신청
- 2009년 11월 6일, 박정희, 장지연 등재 금지 가처분 신청 기각[3]
- 2009년 11월 8일, 친일인명사전 발간식
- 2012년 8월 29일, 친일인명사전 안드로이드 버전 경술국치일에 맞춰서 출시
- 2012년 9월 25일, 친일인명사전 iOS 버전 출시

## 반응
20여개 시민단체 등은 이에 반발하여 기자회견을 열고 “민족문제연구소는 대한민국의 건국을 부정하고 정략적 목적에 의한 친일 조작, 역사 왜곡으로 대한민국의 지도자들을 근거 없이 음해하고 있다”며 “체제 수호와 국가 안보 차원에서 민족문제연구소를 반국가 이적 단체로 고발할 예정”이라고 밝혔다. 숙명아트센터 앞에서 열린 한 시위에서는 민족문제연구소와 반대자들 간에 설전이 벌어지기도 했다.
이에 대해 민족문제연구소 측은 “해방 정국에서도 독재 정권 하에서도 친일 세력은 반공을 전가의 보도처럼 사용했다. 친일에서 친미·친독재로 권력과 부를 좇아 기회주의적인 변절을 거듭한 자들과 반성하지 않는 그들의 후예들이 치부를 감출 수 있는 유일한 공간이 반공”이라며, 친북·진보 성향 인물이 등재되지 않았다는 비판에 대해 “좌파 인물이나 월북 인사들에 대한 (친일의) 객관적 증거가 확보되고 기준에 부합한다면 어떤 인물이라도 사전에 등재할 것”이라고 밝혔다.

## 비판
- 종교관련 인사들 - 종교 관련 인사들의 경우 자발적이냐 불가피 했느냐의 기준도 모호한 것도 있고, 특히 노기남 대주교와 장면 총리의 경우 김수환 추기경이 직접나서서 '그분들은 한국 천주교회를 어떻게든 지키기 위해서 어쩔 수 없이 한 측면이 많기 때문에 이분들을 친일로 규정하기에는 문제가 많다'라고 언급한 바 있으며, 강원룡 원로목사 역시 선정성 기준에 대해서 '송창근 목사 등 자의적이 아닌 혹독한 고문끝에 반강제적으로 끌려간 분들 경우 생각하지 않았다.'라며 부정적인 견해를 드러낸바 있었다.[5][6]
- 조선일보의 유명 논객인 조갑제는 자신의 블로그에 올린 "친일파(親日派)와 친북파(親北派) 비교"라는 글을 통해, 류근일은 뉴 데일리에 기고한 "친일사전 만든 이유"라는 글에서 각각 친일인명사전 발간을 비난하고 있다. 이들은 친일 행위를 나라를 잃은 백성으로서는 불가항력적인 선택이었다고 규정하고 있다. "이미 일제에 의해 조선이라는 나라가 사라진 마당에 식민지의 대중과 지식인들이 생계를 위해서건, 출세를 위해서건 체제에 순응한 것은 당연한 일이고 이를 탓하는 건 가혹한 일"이라고 주장했다.[7]
- 중립성 의혹 - 임헌영(본명 임준열)은 친일인명사전의 편찬에 주도적으로 참여한 사람 가운데 한 명이었다. 이를 두고 지만원 등 보수 인사들은 진정성 및 정치적 의도에 대한 의혹을 제기하였다. 친일인명사전 발표 직후 2009년 12월 9일 보수 인사 지만원과 정창인 등 보수 인사들은 "임씨는 경향신문이 발행하는 ‘주간경향’ 등에서 재직하다 지난 1974년 1월 ‘문인간첩단사건’에 연루돼 반공법 위반으로 입건, 1976년 7월 대법원으로부터 징역 1년에 집행유예 2년을 선고받은 것으로 전해졌다. 이후 남민전(남조선민족해방전선준비위원회)에서 활동하다 대법원으로부터 징역 5년을 선고받은 것으로 알려졌다.[8] 며 비난했다. 정창인은 “임준열이라는 사람은 친일을 논할 자격도 없는 종북주의자이며, 반역자일 뿐[8]”이라며 “그가 김일성 김정일에 충성하기 위한 친일 장난에 놀아나고 있다고 밖에 볼 수 없다”고 주장했다.[8] 정창인 자유통일 대표는 박 전 대통령이 친일인명사전에 포함된 것과 관련해서도 “(민족문제연구소가) 군인의 경우 계급은 중위까지 낮춘 것은 바로 박 전 대통령을 친일인사로 만들기 위한 것임을 우리는 다 알고 있다”고 강조했다. 그는 “말하자면 특정인을 친일인사로 정해놓고 그 인물을 포함시키려고 기준을 정한 것”이라며 “그러니 하나마나한 연구를 한 셈”이라고 비판했다.[8] 지 대표는 “임씨가 박 전 대통령을 친일파로 몰아간 것은 국가, 사회에 대한 아버지의 원한과 몇 차에 걸친 감옥생활에 대한 보복심리, 그리고 그가 심취했던 공산주의 서적에 의해 형성된 공산주의 사상 때문이었을 것”이라고 분석했다.[8] 이후 지만원은 공개 칼럼 몇 편을 통해 그의 아버지 임우빈이 보도연맹원이었다는 점과 그가 남민전 사건 관련자라는 점을 들어 친일인명사전의 공정성에 의혹을 제기했다.
- 친일인명사전에 친북파(親北派)계열 인사들의 친족에 대한 내용이 누락되어 있다는 점에서 논란이 있다.

## 비판에 대한 반론 제기
조세열 민족문제연구소 사무총장은 위원회에는 임헌영을 비롯한 민족문제연구소 연구원만이 단독적으로 활동한 게 아닌 역사문제연구소, 독립기념관 연구위원, 국사편찬위원회 등 각 분야의 역사학자들이 다수 참여하고 있다고 주장하며, 친일인명사전 편찬에서 '인물선정 작업'은 일제강점기 공문서, 신문, 잡지 등 3천여종의 문헌자료를 수집하고 이를 바탕으로 250만 건의 인물정보를 데이터베이스로 구축 등의 과정을 통해 2만5천 건의 친일혐의자 모집단을 추출하고, 20여 분야의 전문분과회의와 상임위원회 심의를 거친 결과 4430명을 선정하게 된 것이며, 이렇게 선정된 인물들은 각 분야별 학계에서 재차 검토 및 자문을 거쳐, 전체회의에서 확정되는 것이라>고 주장한다. 한편 이 과정에서 민족문제연구소 소장 임헌영의 대학시절 정신적으로 많은 영향을 준 대학교수인 백철, 친일파 연구 권위자인 임종국의 부친 임문호, 대한민국에서 진보성향의 대표적인 인물인 백낙청의 부친 백붕제 등이 수록되어있다는 반론을 편다.
그밖에 김갑수 오마이뉴스 기자는 일부 언론에서 제기하는 '선정위원들의 성향'에 대해서 논란이 있는 것에 대해 '보수언론들이 반복하는 색깔론에 불과하다'는 주장으로 반론했다.

## 친일인명사전편찬위원회

### 편찬위원장
- 윤경로(전 한성대 총장)

### 지도위원
- 강덕상(재일한인역사자료관장)
- 강만길(전 상지대 총장)
- 김삼웅(전 독립기념관장)
- 김석범(재일 문학가)
- 김우종(재중 사학자)
- 김윤수(전 국립현대미술관장)
- 김태영(전 경희대 교수)
- 김호일(전 중앙대 교수)
- 김홍명(조선대 교수)
- 리영희(전 한양대 교수)
- 리중화(재중 저술가)
- 박석무(한국고전번역원장)
- 박영석(전 국사편찬위원회 위원장)
- 박창욱(중국 연변대 명예교수)
- 박현서(전 한양대 교수)
- 백낙청(전 서울대 교수)
- 변철호(재중 언론인)
- 서중석(성균관대 교수)
- 염무웅(문학평론가)
- 윤병석(전 인하대 교수)
- 이만열(전 국사편찬위원회 위원장)
- 이연복(전 서울교대 교수)
- 이우성(전 민족문화추진회 이사장)
- 이이화(동학농민혁명기념재단 이사장)
- 이해학(야스쿠니반대공동행동 한국위원회 상임대표)
- 임헌영(민족문제연구소 소장)
- 조동걸(전 국민대 교수)
- 주섭일(언론인)
- 최병모(변호사)
- 최삼룡(재중 문학평론가)
- 한상범(전 동국대 교수)
- 함세웅(민주화운동기념사업회 이사장)
- 현기영(소설가)

## 같이 보기
- 민족문제연구소
- 민족문제연구소의 친일인명사전 수록자 명단
- 친일진상규명법
- 반민족행위처벌법
- 대한민국 건국절 논쟁
- 이승만 정부
- 친북 반국가 행위자 인명사전 (친북인명사전)